# Zosui
Zōsui (雑炊, lliteralmente "comida miscelânea") ou ojiya (おじや) é uma sopa a base de arroz japonesa. Ela é feita de arroz pré-cozido e água, temperados com molho de soja e missô, e cozida com outros ingredientes como carne, frutos do mar, cogumelos e vegetais variados. Ela é geralmente servida a pessoas que estão doentes ou se sentindo mal de alguma maneira, e costuma só ser feita durante os meses de inverno. Nesse sentido da crença em suas propriedades de conforto e/ou medicinais, o zosui é bastante similar à canja de galinha (ver congee), popular em países lusófonos, como Brasil, Portugal e Cabo Verde.
Restos de sopa de nabemono (designação genérica para ensopados de inverno japoneses) são frequentemente usados para fazer zosui. Em vez de arroz, udon e ramen são alternativas possíveis para a preparação do prato.

## História
Nos dias em que era difícil manter arroz cozido quente, por conta das baixas temperaturas nas ilhas principais do Japão, a única maneira de reutilizar o arroz já frio era combiná-lo com sopa de miso; isso era comumente feito nas casas de todo o país, especialmente pelas pessoas mais pobres, a fim de evitar o desperdício do arroz. Hoje em dia, com a maior facilidade de requentar os alimentos, a sopa é mais utilizada como comida para confortar os doentes, em vez de ser uma refeição apreciada no dia-a-dia.

## Variedades
Existem inúmeras variedades de zōsui, já que tipicamente, para cozinhar o zosui em casa,  se combina as sobras de caldo de carne ou vegetais e arroz com qualquer ingrediente que esteja facilmente acessível. No entanto, existem variações mais populares do prato, incluindo suppon zōsui (feito com tartaruga-de-carapaça-mole Chinesa), tamago zōsui (feito com ovos), fugu zōsui  (feito com baiacu, peixe venenoso popular na culinária japonesa), tori zōsui (feito com frango - o nome significa literalmente "zosui de pássaro"), kani zōsui  (feita com caranguejo),  e kaki zōsui (feito com ostras). O zōsui também pode usar restos de outros ensopados em vez de usar caldo, como sukiyaki e shabu-shabu.
A palavra ojiya muitas vezes recebe o mesmo significado que zōsui, mas foi criado como parte do nyōbō kotoba, ou jargão das damas da corte. As origens do termo são obscuras, embora tenha sido sugerido que venha do som feito pelo cozimento do arroz ou, possivelmente, de olla, a palavra espanhola para utensílios de culinária feitos de cerâmica (pronuncia-se oja (オジャ) em japonês).
Muitas pessoas usam as palavras ojiya e zosui alternadamente, e o uso das duas varia de acordo com a região e o costume. A principal diferença, talvez a única relevante, é que o zosui usa arroz pré-lavado, enquanto a preparação de ojiya não exige a lavagem do arroz, fazendo com que o arroz seja mais grudento.

## Jūshī
O prato de Okinawa jūshī (originalmente jūshīmē) é considerado  um derivado de zōsui. No entanto, é geralmente feito com arroz cru e uma quantidade muito maior de água que zosui, palavra que também serviu de origem para o nome jushii. Há uma enorme variedade de estilos de preparação para o prato e ingredientes, incluindo o uso de  grandes quantidades de banha ou margarina. Ingredientes como costela de porco, hijiki, cenouras, shiitake, e gelatina de konjac também são comumente usados.
A popular versão Yafarā jūshī é feita com frios suínos ou carne suína enlatada (principalmente Spam), folhas de Artemisia princeps (fūchibā), folhas de batata-doce e taro (inhame-coco).